# 马克斯·克林格尔

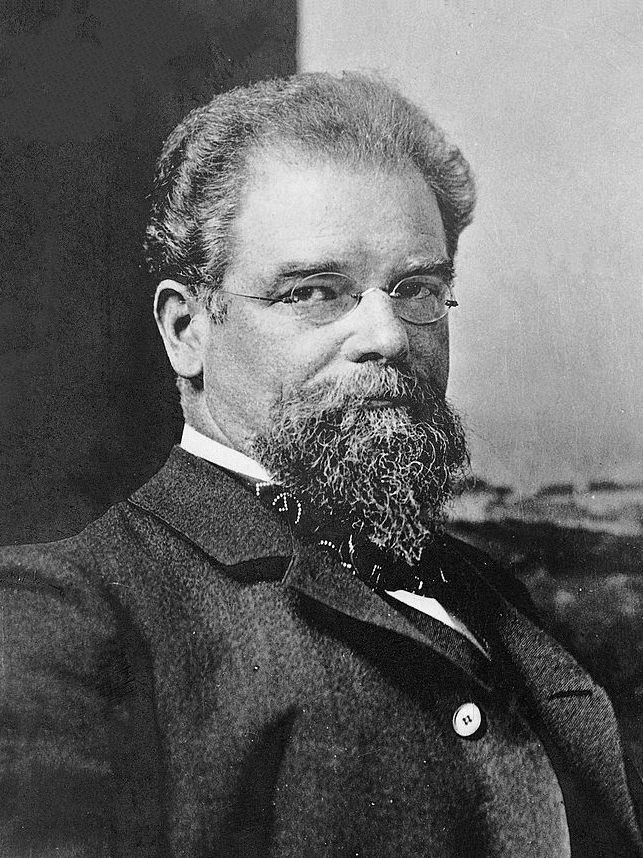
马克斯·克林格尔

马克斯·克林格尔 （1857年2月18日—1920年7月5日）是德国象征主义画家和雕塑家。
克林格尔出生与莱比锡，在卡尔斯鲁厄学习，他最欣赏戈雅和门采尔的蚀刻版画，所以自学成为一名出色的蚀刻版画家。
他最著名的作品是一个系列蚀刻版画《关于寻找一个手套的释义》，是源自他在一个溜冰场寻找手套的梦境，他图解了弗洛伊德对于戀物的研究结果，其中“手套”成为他追求浪漫理想的象征。
克林格尔在欧洲各个艺术中心到处旅行，直到1893年返回莱比锡，从1897年后，他主要致力于雕塑，他的贝多芬雕像成为1902年维也纳分离派艺术家展览中的主要作品。他对基里科以及其他一些艺术家影响很大，他是19世纪象征主义和20世纪超现实主义运动之间乘前启后的重要代表人物。第22369号小行星是以他的名字命名的† （页面存档备份，存于）。